# إيوان هورفاث
إيوان هورفاث (بالرومانية: Ion Horvath)‏ هو مصارع رياضي روماني، (ولد في لوغوج في رومانيا 1912  م).

## وصلات خارجية
- إيوان هورفاث على موقع أوليمبيديا (الإنجليزية)